# Elodina pura
Elodina pura is een vlindersoort uit de familie van de Pieridae (witjes), onderfamilie Pierinae.
Elodina pura werd in 1895 beschreven door Henley Grose-Smith.